# سیارک ۲۵۷۸۳
سیارک ۲۵۷۸۳ (به انگلیسی: 25783 Brandontyler، نامگذاری:2000CM39)۲۵۷۸۳مین سیارک کشف شده‌است که در ۰۴ فوریه ۲۰۰۰ کشف شد.